# Mimosa cordistipula
Mimosa cordistipula är en ärtväxtart som beskrevs av George Bentham. Mimosa cordistipula ingår i släktet mimosor, och familjen ärtväxter.

## Underarter
Arten delas in i följande underarter:
- M. c. cordistipula
- M. c. pubescens
- M. c. tomentosa